# Ilku
Ilku de Kish fue el vigésimo rey sumerio de la primera dinastía de Kish (después de ca. 2900 BC), según la Lista Real Sumeria.